# ジョーダン・メイン
ジョーダン・メイン（Jordan Mein、1989年10月10日 - ）は、カナダの男性総合格闘家。アルバータ州レスブリッジ出身。カナディアン・マーシャルアーツ・センター所属。ジョーダン・ミーインとも表記される。

## 来歴
総合格闘家の父親リー・メインの影響で4歳から格闘技を始める。11歳でキックボクシングデビュー。14歳でアマチュア総合格闘技デビューをして6勝1敗の成績を残し、16歳でプロ総合格闘家へ転向した。
2006年6月17日、プロデビュー戦でローリー・マクドナルドと対戦し、チョークスリーパーで一本負け。
2011年1月28日、ジョー・リッグスと対戦し、パンチでKO勝利。
2011年4月2日、ジョシュ・バークマンと対戦し、判定勝利。
2011年6月10日、マリウス・ザロムスキーと対戦し、判定勝利。

### Strikeforce
2011年9月10日、Strikeforce: Barnett vs. Kharitonovでエヴァンゲリスタ・サイボーグと対戦し、肘打ちでTKO勝利。
2012年1月7日、Strikeforce: Rockhold vs. Jardineでタイロン・ウッドリーと対戦し、1-2の判定負け。

### UFC
2013年3月16日、UFCデビュー戦をUFC 158でダン・ミラーと対戦し、TKO勝利。
2013年4月20日、UFC on FOX 7でマット・ブラウンと対戦し、グラウンドの肘打ちでTKO負けするも、ファイト・オブ・ザ・ナイトを受賞した。
2014年8月23日、UFC Fight Night: Henderson vs. dos Anjosでウェルター級ランキング13位のマイク・パイルと対戦し、TKO勝利。パフォーマンス・オブ・ザ・ナイトを受賞した。
2018年7月28日、UFC on FOX 30にてUFCとの契約最後の試合でアレックス・モロノと対戦し、判定勝ちを収め、UFCを離脱した。

### Bellator
2020年7月24日、Bellator MMAデビュー戦となったBellator 242でジェイソン・ジャクソンと対戦し、判定負けを喫した。

## 戦績

### 総合格闘技
| 総合格闘技 戦績 | 総合格闘技 戦績 | 総合格闘技 戦績 | 総合格闘技 戦績 | 総合格闘技 戦績 | 総合格闘技 戦績 | 総合格闘技 戦績 |
| --------------- | --------------- | --------------- | --------------- | --------------- | --------------- | --------------- |
| 44 試合         | (T)KO           | 一本            | 判定            | その他          | 引き分け        | 無効試合        |
| 31 勝           | 16              | 7               | 8               | 0               | 0               | 0               |
| 13 敗           | 3               | 4               | 6               | 0               | 0               | 0               |

| 勝敗 | 対戦相手                     | 試合結果                               | 大会名                                    | 開催年月日     |
| ×    | ジェイソン・ジャクソン       | 5分3R終了 判定0-3                      | Bellator 242                              | 2020年7月24日  |
| ○    | アレックス・モロノ           | 5分3R終了 判定3-0                      | UFC on FOX 30: Alvarez vs. Poirier 2      | 2018年7月28日  |
| ○    | エリック・シウバ             | 5分3R終了 判定3-0                      | UFC on FOX 26: Lawler vs. dos Anjos       | 2017年12月16日 |
| ×    | ベラル・ムハマッド           | 5分3R終了 判定0-3                      | UFC 213: Romero vs. Whittaker             | 2017年7月8日   |
| ×    | エミル・ミーク               | 5分3R終了 判定0-3                      | UFC 206: Holloway vs. Pettis              | 2016年12月10日 |
| ×    | チアゴ・アウベス             | 2R 0:39 KO（右ミドルキック）           | UFC 183: Silva vs. Diaz                   | 2015年1月31日  |
| ○    | マイク・パイル               | 1R 1:12 TKO（左フック→パウンド）       | UFC Fight Night: Henderson vs. dos Anjos  | 2014年8月23日  |
| ○    | エルナニ・ペルペトゥオ       | 5分3R終了 判定2-1                      | UFC on FOX 11: Werdum vs. Browne          | 2014年4月19日  |
| ×    | マット・ブラウン             | 2R 1:00 TKO（グラウンドの肘打ち）      | UFC on FOX 7: Henderson vs. Melendez      | 2013年4月20日  |
| ○    | ダン・ミラー                 | 1R 4:42 TKO（左ボディブロー→パウンド） | UFC 158: St-Pierre vs. Diaz               | 2013年3月16日  |
| ○    | フォレスト・ペッツ           | 1R 1:29 KO（肘打ち）                   | Score Fighting Series 7                   | 2012年11月23日 |
| ○    | タイラー・スティンソン       | 5分3R終了 判定3-0                      | Strikeforce: Rockhold vs. Kennedy         | 2012年7月14日  |
| ×    | タイロン・ウッドリー         | 5分3R終了 判定1-2                      | Strikeforce: Rockhold vs. Jardine         | 2012年1月7日   |
| ○    | エヴァンゲリスタ・サイボーグ | 3R 3:18 TKO（肘打ち）                  | Strikeforce: Barnett vs. Kharitonov       | 2011年9月10日  |
| ○    | マリウス・ザロムスキー       | 5分3R終了 判定3-0                      | SFS 1: Mein vs. Zaromskis                 | 2011年6月10日  |
| ○    | ジョシュ・バークマン         | 5分3R終了 判定3-0                      | Knockout Entertainment MMA: The Reckoning | 2011年4月2日   |
| ○    | ケト・アレン                 | 1R 0:42 フロントチョーク               | Rumble in the Cage 42                     | 2011年2月19日  |
| ○    | ジョー・リッグス             | 2R 4:30 KO（パンチ）                   | Wreck MMA: Strong and Proud               | 2011年1月28日  |
| ○    | チェイス・デジェンハート     | 1R 1:09 TKO（パンチ）                  | Rumble in the Cage 41                     | 2010年11月6日  |
| ×    | ジェイソン・ハイ             | 5分3R終了 判定0-3                      | Rumble in the Cage 40                     | 2010年8月26日  |
| ○    | ジョージ・ベランジェ         | 1R 2:55 TKO（パンチ）                  | Pure Fighting Championships 5             | 2010年7月24日  |
| ○    | ビクター・バックマン         | 1R 4:21 首固め                         | LGIO MMA 1: MacDonald vs. Horwich         | 2010年4月23日  |
| ○    | アンドリュー・バックランド   | 1R TKO（パンチ）                       | Pure Fighting Championships 4             | 2010年3月12日  |
| ○    | ティム・スキッドモア         | 1R 0:42 TKO（パンチ）                  | Rumble in the Cage 38                     | 2010年1月23日  |
| ×    | マイク・リッチ               | 5分3R終了 判定0-3                      | Ringside MMA: Rivalry                     | 2009年11月14日 |
| ○    | チャド・フリーマン           | 1R 2:20 TKO（パンチ）                  | Rumble in the Cage 34                     | 2009年4月11日  |
| ○    | ライアン・マーチャン         | 2R 1:14 キムラロック                   | Pure Fighting Championships 2             | 2009年3月13日  |
| ○    | ジェフ・ハリソン             | 1R 0:50 TKO（パンチ）                  | TKO 35: Quenneville vs. Hioki             | 2008年10月3日  |
| ○    | ジャスティン・バミューデス   | 1R 0:42 TKO（ドクターストップ）        | Vipers MMA: Venom at the Snakepit         | 2008年8月29日  |
| ○    | ホーリス・ハギンズ           | 1R 0:20 KO（ハイキック）               | Rumble in the Cage 30                     | 2008年6月28日  |
| ×    | サミュエル・ギレット         | 2R 4:05 キムラロック                   | TKO 32: Ultimatum                         | 2008年2月28日  |
| ○    | デイブ・パリソー             | 5分3R終了 判定3-0                      | RITC 27: Seasons Beatings                 | 2007年12月31日 |
| ○    | ケビン・マンダーソン         | 1R TKO（パンチ）                       | UCW 10: X-Factor                          | 2007年11月30日 |
| ○    | クリス・アデ                 | 1R 1:25 TKO（パンチ）                  | EFC 5: Revolution                         | 2007年11月3日  |
| ○    | アダム・トーマス             | 1R 2:24 チョークスリーパー             | Rumble in the Cage 26                     | 2007年10月27日 |
| ○    | ガレット・バーノイ           | 1R TKO（パンチ）                       | UCW 9: September to Remember              | 2007年9月7日   |
| ×    | ギャビン・ヘッソン           | 2R 3:59 TKO（パンチ）                  | UCW 8: Natural Invasion                   | 2007年6月23日  |
| ○    | リンジー・ホークス           | 5分3R終了 判定3-0                      | Ultimate Martial Arts Championship 3      | 2007年2月17日  |
| ×    | ケビン・マンダーソン         | 1R 4:14 チョークスリーパー             | RITC 21: Seasons Beatings                 | 2006年12月30日 |
| ○    | ジェイソン・ガイガー         | 2R チョークスリーパー                  | UCW 6: Warzone                            | 2006年10月28日 |
| ×    | ティム・ジェンソン           | チョークスリーパー                     | KOTC: Insurrection                        | 2006年10月6日  |
| ○    | トム・ウトプンヌ             | 1R 2:51 チョークスリーパー             | Rumble in the Cage 18                     | 2006年9月30日  |
| ○    | ジョシュ・クレッジョ         | 1R 4:48 チョークスリーパー             | Ultimate Martial Arts Championship 2      | 2006年8月26日  |
| ×    | ローリー・マクドナルド       | 1R 4:04 チョークスリーパー             | Rumble in the Cage 17                     | 2006年6月17日  |

### キックボクシング
| 勝敗 | 対戦相手               | 試合結果 | 大会名                  | 開催年月日   |
| ×    | アースラン・マゴメドフ | 2R TKO   | XPLOSION SUPER FIGHT 19 | 2009年8月8日 |

## 表彰
- UFC ノックアウト・オブ・ザ・ナイト（1回）
- UFC パフォーマンス・オブ・ザ・ナイト（1回）